# 윤형빈, 양세형의 투맨쇼
《윤형빈, 양세형의 투맨쇼》는 SBS 러브FM에서 2016년 3월 28일부터 2017년 8월 31일까지 1년간 윤형빈, 양세형의 진행으로 방송됐던 라디오 프로그램이다. "두시탈출 컬투쇼"와 마찬가지로 청취자들의 방청 신청을 받는 특이 사항이 있다.

## 설명
"윤형빈, 양세형의 투맨쇼"는 2016년 3월 28일 첫방송을 시작으로 많은 인기를 끌어 화제가 됐었다.
최근 인기 개그맨인 양세형과 윤형빈의 신선한 콤비로 매일 낮 12시 20분부터 오후 2시까지 청취자들의 귀를 즐겁게 했었다. 두 베테랑 개그맨이 진행하는 만큼 줄곧 신나고 화기애애한 분위기 속에서 방청객과는 가족같은 느낌을 주며 라디오가 진행됐었고, 한때 "제2의 컬투쇼"를 표방하며 최고의 인기를 누렸었다.
청취자와 소통하는 능동적인 프로그램이라는 평을 얻었다. SBS 고릴라, 투맨쇼 공식 홈페이지 외에도 인스타그램, 페이스북, 유튜브 등을 통해 적극적인 소통을 했으며, 그곳에서 라디오에서는 쉽게 볼 수 없는 다양한 모습을 보여주어 특히 젊은 연령대의 청취자들이 뜨거운 반응을 보내줬다.
2017년 9월 1일 SBS 라디오 가을 개편으로 아쉽게 폐지되었지만, 여전히 인스타그램 등을 통해 투맨쇼를 추억할 수 있다.
- 투맨쇼의 일꾼들

- 프로듀서 : 유용준
- 작가 : 김성, 최정연, 최정은
투맨쇼의 우편번호는 (07988)이다.
만약 투맨쇼에 사연또는 의견을 우편으로 보내고 싶다면 서울시 양천구 목동서로 117 양천우체국 사서함 300호 윤형빈, 양세형의 투맨쇼 담당자앞으로 보내면 된다.

## 코너

### 매일 코너
- 사연과 신청곡
- 방청객 인터뷰

### 요일별 코너
- 특별초대석
- 투맨쇼 사연공장공장장
- 시시한 목요일
- 전문가 특집
- 갈등의 탄생
- 주말의 왕